# Кох, Юрий
Юрий Кох (в.-луж. Jurij Koch, 15 сентября 1936 года, Горки, Лужица, Германия) — лужицкий писатель, журналист, драматург и переводчик, пишущий на верхнелужицком, нижнелужицком и немецком языках. Лауреат премии имени Якуба Чишинского.

## Биография
Родился в рабочей семье. После получения среднего образования в Кроствице, Баутцене и Котбусе обучался с 1956 года по 1960 год на факультете журналистики в университете имени Карла Маркса в Лейпциге. С 1961 года по 1966 год был аспирантом на факультете театрального искусства Лейпцигского университета. Работал редактором и журналистом на радио. С 1976 года является внештатным журналистом.
Занимается переводами. Перевёл на верхнелужицкий язык сочинения Антона Чехова и книгу Бориса Полевого «Наш Ленин».
В 1974 году был удостоен премии имени Якуба Чишинского.

## Сочинения
- «Nadrožny koncert», 1965
- «Židowna Hana», 1963
- «Žydowka Ana», перевод, 1966
- «Mjez sydom mostami», 1968
- «Pućowanje k ranju», 1969
- «Lěto pjećaštyrceći», 1970
- «Poslednje pruwowanje», 1972
- «Die letzte Prüfung», 1972
- «Poslední zkouška», 1974
- «Róžamarja, abo Rozžohnowanje we nas», перевод, 1975
- «Rosamarja», 1975
- «Rozamarja abo Rozźognowanje we nas», роман, 1976
- «Wotydźenja doma», 1976
- «Wosamoćeny Nepomuk», повесть, 1976
- «Der einsame Nepomuk», повесть, 1980
- «Wšedny źeń na jsy», 1980
- «Landung der Träume», повесть, 1982
- «Nawrót sonow», 1983
- «Pintlašk a złote jehnjo», 1983
- «Pintlaschk und das goldene Schaf», 1983
- «Rědne źowćo», bajka, 1984
- «Wišnina», nowela, 1984
- «Wjesołe zwěrjatka», перевод с чешского, 1984
- «Rjana holčka», 1984
- «Piękna dziewczyna: bajka serbołużycka», 1984
- «Bagola: powědančko wo dźiwim hońtwjerju», 1985
- «Jagaŕ Bagola», перевод с нижнелужицкого, 1985
- «Doma swět: antologija młodeje prozy», 1985
- «Jan und die größte Ohrfeige der Welt», 1986
- «Dwanasćo bratšow: serbska bajka», 1986
- «Dwanaće bratrow», 1986
- «Die zwölf Brüder», 1986
- «Gaž wišnje kwitu», новелла, перевод на нижнелужицкий, 1987
- «Der Kirschbaum», nowela, 1987
- «Měrćinowy miksmaks z myšacym motorom», 1988
- «Augenoperationen», 1988
- «Das schöne Mädchen», 1988
- «Rosinen im Kopf», 1988
- «Pasitas de uva en la cabeza: una historia increíble pero cierta», 1988
- «Dwunastu braci: bajka serbołużycka», 1988
- «Bagola: die Geschichte eines Wilddiebs», 1988
- «Návrat snov», 1988
- «Sestup z hor snů», 1988
- «Wšitko, štož ja widźu», 1989
- «Die rasende Luftratte oder wie der Mäusemotor erfunden wurde», 1989
- «Golo a Logo abo Mazuch w Podgoli», 1990
- «W pěsku steji nowa wjeska», 1991
- «Das Sanddorf», 1991
- «Ha lećała je módra wróna», репортаж, 1991
- «Wšitko, štož ja widźu», 1992
- «Jubel und Schmerz der Mandelkrähe», 1992
- "Kokot Jurko z čerwjenym pjerom, 1993
- «Daj me, Jurko, jadnu stucku», 1994
- «Štó da kradnje złote zuby?», 1996
- «Golo und Logo», 1998
- «Koče slěbro», powieść 2000
- «Jakub und das Katzensilber», 2001
- «Złoty palc», komedia, 2006